# Zimska vojna
Zimska vojna (finsko talvisota; tudi sovjetsko-finska vojna) je bila vojna med Sovjetsko zvezo in Finsko, ki se je začela 30. novembra 1939 z nenapovedanim sovjetskim napadom na finsko ozemlje. 
Posledično je bila Sovjetska zveza 14. decembra istega leta izločena iz Društva narodov. Stalinov načrt je bil zavzetje celotne Finske v mesecu dni, toda finski odpor je zdržal nenavadno dolgo, vse do marca 1940, ko je bila podpisana mirovna pogodba v Moskvi. Kljub porazu Finske je bil svet presenečen nad vojaško nesposobnostjo sovjetske vojske, ki so jo imeli za nepremagljivo. To je Hitlerja spodbudilo, da je predčasno napadel Sovjetsko zvezo (SZ), obenem pa je ta vojna SZ rešila pred popolnim porazom v 2. svetovni vojni.

## Vzroki za vojno
Finska je bila že od nekdaj prizorišče rusko-švedskega tekmovanja. Do leta 1809 je Finski vladala Švedska, nato pa so jo prepustili Ruskemu imperiju. Še posebej je bilo sporno območje zahodne Karelije, ki je imela popolnoma drugačno zgodovino od ostale Finske. Po 1. svetovni vojni, v kateri se je Finska osamosvojila od Rusije, so bili odnosi med državama skrajno napeti. Leta 1932 je bil med Finsko in Sovjetsko Zvezo (SZ) podpisan sporazum o nenapadanju, ki je bil nato obnovljen leta 1934, vendar ga je SZ pogostokrat namerno kršila. Ob vzponu nacistične Nemčije se je Stalin bal, da bo Nemčija zasedla Finsko in tako ogrozila Leningrad. 23. avgusta 1939 je bil med SZ in Nemčijo podpisan sporazum o nenapadanju. Ta je med drugim določal, da Finska spada v interesno območje SZ. Sporazum je tako dal SZ proste roke da ukrepa zoper Finsko. Jeseni leta 1939 je SZ od Finske zahtevala, da se ta umakne 20–25 km od meje med državama ter ji za 30 let v upravljanje prepusti polotok Hanko. V zameno bi SZ Finski prepustila velik del Karelije. Finska je zahteve SZ zavrnila, zato je SZ posegla po ostrejših ukrepih. 26. novembra je sovjetsko topništvo obstreljevalo lastne čete, pri čemer sta umrla dva vojaka in en častnik rdeče armade, SZ pa je za ta incident obtožila Finsko. Da bi državi spor zgladili, je SZ zahtevala opravičilo in premik mej med državama za 20–25 km. Finska je zanikala kakršno koli vpletenost v ta incident in je zahtevo na veliko presenečenje SZ zavrnila, SZ je to izkoristila in razdrla sporazum o nenapadanju. Tako se je vojna začela.

## Poveljniki
Poveljnik finske vojske je bil maršal Carel Gustaf Emil Mannerheim, ki je bil odličen poveljnik in politik. Izhajal je iz švedske družine, vojne izkušnje si je pridobil v krvavi finski osamosvojitveni vojni, postal je tudi šesti finski predsednik. Povelnik rdeče armade pa je bil kliment Vorošilov, ki je izhajal iz revne ukrajinske družine. Bojne izkušnje si je pridobil v ruski državljanski vojni in rusko-poljski vojni, imel je tudi zelo tesne stike s Stalinom. Zaradi slabega vodenja armade in velikih izgub ga je Stalin odstavil, nadomestil ga je  Semjon Timošenko, ki pa je bil poklicni častnik. Ta si je bojne izkušnje pridobil na bojiščih vzhodne fronte in v ruski državljanski vojni. S spremembo taktike in boljšim vodenjem mu je dokončno uspelo poraziti Finsko. 

## Taktika
Na začetku vojne je imela finska mobiliziranih okoli 180.000 mož, ki so bili razporejeni v dve diviziji. Te so nato organizirali v manjše hitro gibljive enote na smučeh v belih maskirnih uniformah in lokalnim znanjem. Enote se zaradi svoje majhne bojne moči niso zapletale v konvencionalne boje z mnogo močnejčo rdečo armado odločili so se za napade iz zasede. Njihovi cilji so bile predvsem manjše enote rdeče armade ter njihova zbirališča in poljske kuhinje. Na začetku vojne so imeli popolno bojno opremo le vojaki, ki so opravili ustrezno urjenje ostali mobiliziranci so imeli domačo obleko dostikrat pa je prav prišlo tudi domače lovsko orožje. Zaradi pomanjkanja orožja vseh vrst je finska vojska začela uporabljati zaplenjeno rusko orožje, uporabljali pa so tudi različna improvizirana bojna sredstva kot so pasti in slaven Molotov koktajl s katerim so uničili okoli 2.000 ruskih tankov.
Večina obrambe vzhodne in severne meje države je temeljila na hitro gibljivih enotah, ki so iz zasede napadale ruske čete ter nato izginile v širnih gozdovih. Na območju Karelije pa se je finske obramba zanašala na Mannerheimovo obrambno linijo, ki je bila podobna naši Rupnikovi liniji.
Za razliko od finske taktike je ruska temeljila na množičnem napadu tankov in pehote ter predhodnim topniškim obstreljevanjem. Vojno je začela z 400.000 do 500.000 vojaki, ti so bili večinoma mobilizirani v leningrajskem območju.
Njihove uniforme so bile temne barve, kar se ni skladalo z zasneženo pokrajino in so bili tako lahek plen finskih ostrosrelcev, tanki pa so v širnih  gozdovih postali neuporabni. Problem  so predstavljale tudi nizke temperature, ki so ustavile marsikateri napad. Sovjetski načrt napada je bil tak: 7. armada naj bi napadla preko Karelijske ožine uničila Mannerheimovo linijo in zasedla mesto Viipuri (sedaj Viborg) ter nato napredovala proti zahodu, 8. armada naj bi iz severne strani zaobšla Lodoško jezero in napadla finsko zaščitnico ob Karelijski ožini, 9. armada naj bi prodrla do Batniškega zaliva in presekala Finsko na pol ter tako preprečila komunikacijo med Fisko in Švedsko, na severu pa bi v napad krenila 14. armada, ki bi prodirala proti jugu in tako zasedla celotno laponsko.

## Vojna
Vojna se je uradno začela 30. novembra 1939 ob 9.30 z bombandiranjem Helsinkov in mesta Viipuri čeprav so predhodnice enot  mejo prestopile že dan prej in zajele nekaj finskih graničarjev. Napad se je začel kot je predvideval načrt vendar se je ta kmalu spremenil v pravo katastrofo. Napadalci so imeli nekaj uspeha le na severnem delu fronte pa še tam so jih kmalu ustavili. Na jugu se je napad ustavil pred Mannerheimovo linijo na vzhodu pa so čete zaradi slabega vremena in nenehnih napadov iz zasede, ostale odrezane od lastnih enot zato jih je bilo potrebno oskrbovati z letali. To so finski borci spretno izkoristili. Uporabili so ruske kumunikaciske zveze ter zavedli ruska letala ,da so pomoč v orožju in hrani odvrgla na napačnem kraju. Tega so nato pobrali in izginili v širnem gozdu. Smučarske patrulje so zlahka prekinjale njihove preskrbovalne poti , ter v dolgih nočeh klale sovjetske patrulje in lovile v past cele bataljone na robovih zmrznjenih jezer.
V Kareliji se je fronta ustavila pred Mannerheimovo linijo, kjer je napad nanjo iz dneva v dan potekal po enakem vrstnem redu najpogosteje okoli tretje ure popoldan tik pred sončnim zahodom. Napad se je pričel s polurnim topniškim obstreljevanjem temu je sledil napad tankov ki jim je sledila pehota. Tanke so večinoma uničili z zaplenjenim ruskim orožjem, ter Molotovim koktajlom. Pehota pa je postala žrtev gostega strojničnega ognja in dobro merjenih topovskih izstrelkov. Taktiko napada so kmalu spremenili. Ta je nato potekal po sončnem zahodu. Odtlej je najprej je napadla pehota nato pa tanki. Toda Finci so na položaje postavili reflektorje in večino napadov odbili.
Sredi decembra je prišel siloviti mraz in zamrznil celotno ožino zato so se Sovjeti odločili, da bodo napadli Fince v hrbet čez zamrznjeno ožino. Napad se je začel v zgodnjih jutranjih urah, ko je zaledenelo ožino prekrivala gosta megla. Tik preden so ruske čete dosegle obalo se je megla dvignila in Finci so opazili njihov napad. Napadajoče enote so imeli kot na dlani zato so odpri ogenj iz vseh orožij in ruske enote popoloma uničili, preživelih je bilo zelo malo. Zaradi nizkih temperatu, ki so se gibale okoli -40 °C je fronta za nekaj časa obstala.
5. januarja 1940 je prišlo do bitke za cesto Raate. V tem incidentu je bila 44. (25.000 mož) sovjetska divizija, ki so jo poslali na pomoč obkoljeni 163. diviziji, skoraj popolnoma uničena. Divizija je padla v zasedo finskih branilcev (okoli 300 mož). Majhna skupina mož je blokirala napredovanje čet , medtem ko je finska 9. divizija (6000 mož) odrezala pot za umik ter divizijo razbila na posamezne enote in jih nato uničila eno za drugo. Rusi so v vojni izgubili okoli 23.000 mož Finci pa 800 pri tem pa zaplenili 43 tankov, 71 topov različnega tipa, 29 protitankovskih topov, 260 tovornjakov, 1.170 konjev, večje število pehotnega orožja, municije in sanitetnega materiala. Po tej bitki je zaradi nesposobnosti vodenja vojske in ogromnih izgub v materialu in ljudeh Stalin 7. januarja  odstavil Klimenta Vorošilova in ga nadomestil z Semjonom Timošenkom. Ta se je takoj lotil preoblikovanja vojske ter spremenil taktiko bojevanja. Enote so dobile boljše orožje ter opremo in niso jih več pošiljali v nesmiselne napade. Preden so jih poslali v napad, so opravili večurno topniško obstreljevanje in letalsko bombardiranje. Za napad na  Mannerheimovo linijo so celo poslali izvidnico, da je dostavila kos betona, temu so izmerili trdnosf, na podlagi katere so določili količino streliva, ki ga bodo potrebovali za uničenje obrambne linije. 
Rdeča armada se je v vojni marsikaj naučila in tako je bila pripravljena na nov odločilni udarec. 1. februarja 1940 se je v Karelijski ožini začela velika ofenziva. Nepretrgano obstreljevanje, napadi tankov in valovi pehote so povzročili, da je Fincem zmanjkalo streliva, Njihovi položaji so bili kmalu preplavljeni z sovjetskimi silami in do 16. februarja je bila obramba prebita. Prodora sovjetskih čet ni bilo več mogoče ustaviti. Do 5. marca je rdeča armada že napredovala 10–15 km od Mannerheimove linije in prišla v predmestje Viipurija.  Fincem ni prestalo drugega, kot da zaprosijo za premirje.

## Moskovska mirovna pogodba
12. marca je bila v Moskvi podpisana mirovna pogodba s katero se je končala zimska vojna med Finsko in Sovjetsko Zvezo. Pogodba je zahtevala od poražene Finske, da Sovjetski Zvezi prepusti Finski del Karelije vključno z mestom Viipuri, območje Salla na vzhodu države, polotok Kalastajansaarento ob Barentsovem morju ter polotok Hanko. Z izgubo Karelije Finska izgubi velik del industrije iz svojih domov pa je pregnanih 12 % takratne finske populacije.
Finci se niso sprijaznili s porazom za to so se v želji, da bi pridobili nazaj izgubljeno ozemlje leta 1941 pridružili nacistični Nemčiji pri napadu na Sovjetsko zvezo.

## Posledice vojne
Rdečo armado je pred zimsko vojno marsikdo občudoval. Zaradi svoje moderne oborožitve, velikosti in nove taktike bojevanja, je bila zgled številnim armadam, še posebej so se po njej zgledovali Nemci. Vendar je zimska vojna vse to razblinila. Stalinove čistke so terjale svoj davek. Sposobni profesionalni častniki, ki jim Stalin ni zaupal so čez noč izginili ali pa so jih poslali v Sibirijo, nadomestili so jih nesposobni ljudje, ki so do položaja prišli preko vez in po politični poti. Slabosti armade so se pokazale šele ko se je ta začela bojevati in takrat ni pomagala niti še tako sodobna oborožitev, če pa je niso znali pravilno izkoristiti. Američani so v tistem času Rdečo armado opisali, kot velikana, ki ne zna braniti niti samega sebe. Tudi Hitler se je ob vsem tem nekoliko zamislil. Vendar pa so se slabosti pokazale ravno pravi čas, saj se je druga svetovna vojna komaj začela. Sovjeti so ukrepali hitro. Obnovili so stare častniške čine, začeli so modernizirati opremo in urjenje, predvsem pa so spremenili svoje strateške poglede. Lahko bi rekli, da je drago in ponižujoče bojevanje na Finskem na neki način rešilo SZ popolnega poraza v letu 1941. Kljub temu so bile izgube velikanske, padlo je 126.875 vojakov po nekaterih podatkih celo 1.000.000, ranjenih je bilo 264.908, zajetih pa 5600. Ne smemo pozabiti še ogromne materialne škode.
Tudi Fincem se ni godilo nič bolje. Njihove izgube so bile prav tako visoke, padlo je 26.662 vojakov, ranjenih je bilo 39.886, zajetih pa okoli 1000. Utrpeli so ogromno gospodarsko škodo in izgubili ogromno ozemlja. Iz Karelije se je izselilo okoli 422.000 ljudi kar je predstavljalo 12 % takratne Finske populacije. Kljub temu, da so vojno izgubili so dokazali, da se z dobro taktiko ter omejenim  številom vojakov in materiala lahko zoperstavijo še tako mogočni armadi kot je bila sovjetska.